# Synagelides annae
Synagelides annae är en spindelart som beskrevs av Andrzej Bohdanowicz 1979. Synagelides annae ingår i släktet Synagelides och familjen hoppspindlar. Inga underarter finns listade i Catalogue of Life.